# Луї Ле Пренс
Луї Еме Оґюстен Ле Пренс (фр. Louis Aimé Augustin Le Prince; нар. 28 серпня 1841, Мец, Франція — безвісти пропалий з 16 вересня 1890, Франція) — французький винахідник, який створив для запису рухомого зображення одну з перших хронофотографічних камер з одним об'єктивом і гнучким рулонним носієм. Пристрої, створені Ле Пренсом, вважаються першими в історії прототипами кінознімального апарату, найбільш близькими до нього за принципом дії.
16 вересня 1890 року Ле Пренс зник за загадкових обставин. Через 5 років, 28 грудня 1895 року, на бульварі Капуцинок у Парижі пройшов перший у світі комерційний кінопоказ, організований братами Люм'єр. Ця дата і стала «офіційним» днем народження кінематографу, а пам'ять про справжнього винахідника кіно і першого в історії режисера стерлася.

## Життєпис
Луї Ле Пренс народився 28 серпня 1841 році в місті Мец, Франція. Батько винахідника був офіцером артилерії, членом Ордена Почесного легіону. Ле Пренс багато часу проводив у майстерні одного з друзів батька, одного з творців дагеротипії (першого поширеного способу фотографування) Луї Даґера. Його дружба з Луї Даґером дозволила освоїти основи хімії та фотографії.

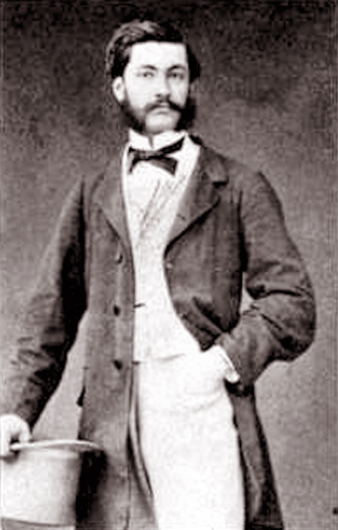
Луї Ле Пренс. Близько 1885 року.

Навчався Ле Пренс спочатку в Паризькій школі живопису, потім переїхав до Німеччини та вивчав фізику та хімію у Лейпцизькому університеті. Отримані знання стали в пригоді Ле Пренс під час його подальшої дослідницької діяльності.
Ле Пренс у 1866 році, на запрошення свого студентського товариша Джона Вітлі, переїхав до Англії. Влаштувався у місті Лідс, графство Західний Йоркшир. Фірма, що належала батькові Вітлі, займалася виготовленням з латуні клапанів і інших механічних деталей. Три роки по тому Ле Пренс одружився з сестрою Джона, художницею Елізабет Вітлі.
Під час французько-прусської війни Ле Пренс був добровольцем, воював під Парижем. Після закінчення війни він повернувся до Англії у 1871 році, та разом з дружиною відкрив «Технічну школу мистецтв», у якій розробляв спосіб нанесення кольорових пігментних фотографій на метал і кераміку.
У 1881 році сім'я переїхала до США, де Ле Пренс працював як агент компанії Вітлі. Там він став менеджером групи французьких художників, що створювали діорами знаменитих військових битв для їх демонстрації в Нью-Йорку, Вашингтоні та Чикаго. Одночасно він продовжив розпочаті раніше досліди зі створення рухомих фотографій та пошуку найбільш зручного носія інформації для цього. Саме тоді він створив перший апарат з 16 об'єктивами.
Після повернення до Лідсу в травні 1887 року Ле Пренс продовжив працювати над вдосконаленням хронофотографічних апаратів у невеликій власній майстерні, за адресою Вудгаус Лейн, 160. У цій майстерні були створені всі наступні конструкції, а потім зняті його фільми.
У 1889 році Ле Пренс отримав подвійне французько-американське громадянство, для просування своїх розробок одночасно, як у Європі, так і Америці. Однак, плани так і не здійснилися через його таємниче зникнення у 1890 році.

## Зникнення
Незадовго до запланованої поїздки в США з метою організації публічного показу своїх винаходів в особняку Морріс-Джумель на Мангеттені (Нью-Йорк) Ле Пренс вирушив відвідати друзів і родичів. Покинувши Бурж, він 13 вересня 1890 року попрямував у Діжон до брата, де пробув недовго. 16 вересня 1890 року Ле Пренс (якщо це був він) сів на потяг до Парижа, звідки збирався пересісти на експрес до Лондона, щоб запатентувати свій винахід у Великій Британії.
Але у Париж він так і не приїхав. Друзі, які його прийшли зустрічати не знайшли його на прибулому потязі. Розпочатий незабаром французькою поліцією і Скотланд-Ярдом розшук не приніс результатів — Ле Пренса більше ніхто з родичів та знайомих ніколи не бачив. Відомо, що коли потяг від'їхав від станції, Ле Прінс зареєстрував свій багаж і потім увійшов в своє купе, після чого ніхто не бачив, як він виходив з нього всю ділянку шляху. З'ясувалося, що в останній раз Ле Пренса бачили різні працівники поїзда, які перевіряли його багаж, а потім входили до його купе. Провідники не бачили, щоб Ле Пренс сходив на проміжних станціях. По приїзду він не вийшов, було послано провідника, бо думали, що він заснув. Купе виявилося замкненим і порожнім всередині, вікна купе були також замкнені, а його тіло, багаж та одяг так і не були знайдені. Поліція не змогла знайти факти того, що на Ле Пренса міг хтось напасти в його купе або навіть вбити, там не було ні слідів крові, ні ознак того, що в купе була боротьба. У ті часи кожне купе мало окремий вихід прямо на платформу, тобто, проникнути в купе на ходу можна було тільки зовні (наприклад, по даху), так само як і вибратися з нього. Пасажири потяга його теж не згадали, хоча він мав великий для того часу зріст у 193 см і вирізнявся серед натовпу, як і ніяких підозрілих подій під час поїздки.
Загадка зникнення Ле Пренса не розкрита до цього часу, та існують чотири основні версії, що пояснюють її:

#### Самогубство
Онук брата Ле Пренса розповідав кіноісторику Жоржу Потоньє (фр. Georges Potonniée) про те, що його двоюрідний дід неодноразово згадував про те, що знає відмінний спосіб самогубства, після якого його тіло ніколи не буде знайдено. Однак сам Потоньє висловлює сумніви у факті суїциду, оскільки фінансові справи Ле Пренса були в порядку, а винахід був вельми перспективним. Немає ніяких підтверджень цього, як немає й очевидного способу, яким він міг це здійснити, принаймні, в поїзді. Інші гіпотези полягали в тому, що Ле Пренс міг накласти на себе руки, тому що начебто з'ясувалося, що він, можливо, був гомосексуалом, чи що він пішов, щоб десь почати нове життя і зникнути з суспільного життя, проте ніяких доказів цього теж немає.

#### Результат війни патентів
Крістофер Роуленс (англ. Christopher Rawlence) розробляв версію про вбивство в результаті патентної війни, про що у 1990 році написав книгу і зняв документальну кінострічку «Зниклий фільм». Після того, що сталося, дружина Ле Пренса Елізабет звинуватила американських конкурентів у нечесній грі, покликаної зберегти олігополію в США. Незабаром сім'я винахідника почала судову тяжбу з Едісоном з приводу пріоритету в області технологій кіно, відому як «Акт 6928». Незважаючи на це, у 1909 році Едісон був визнаний одноосібним винахідником кінематографа в США. Адольф, старший син Ле Пренса, запрошений як свідок на судові слухання про пріоритет, у 1902 році був знайдений у Нью-Йорку застреленим у своєму готельному номері. Двері виявилися замкненими зсередини, а зброї поруч з трупом поліція не знайшла, як і вбивць Ле Пренса-молодшого.
В архівах Нью-Йоркської бібліотеки виявлено начебто можливі докази того, що саме Томас Едісон замовив вбивство Луї Ле Пренса. В одному із записників Едісона знайдено запис від 20 вересня 1890 року, зроблений власноруч Едісоном, в якій написано таке: «Ерік подзвонив мені сьогодні з Діжона. Це було зроблено. Пренса більше немає. Це хороші новини, але я здригнувся, коли він сказав мені. Вбивство — не моє. Я винахідник, і мої винаходи рухомих зображень тепер можуть розвиватися». Цей запис був визнаний справжнім.

#### Викрадення в інтересах сім'ї
У 1966 році Жак Деланд (фр. Jacques Deslandes) висунув теорію, яка пояснює зникнення Ле Пренса його власною інтригою через фінансові чи сімейні обставини. Було навіть зроблено припущення про можливе шахрайство винахідника, який побоювався викриття. Після спростування цієї версії, вона знову з'явилася, коли журналіст Лео Соваж (фр. Léo Sauvage) процитував газетну замітку, знайдену бібліотекарем Діжона П'єром Грасом. У статті зазначено, що Ле Пренс помер у Чикаго в 1898 році, куди переїхав на вимогу сім'ї, оскільки був гомосексуалом. Однак інших згадок про нетрадиційну орієнтацію винахідника, не знайдено.

#### Вбивство братом через гроші
У 1967 році Джин Мітрі припустив, що Ле Пренс ніколи не сідав на потяг, а був убитий власним братом незадовго до цього.
Ле Пренс був офіційно оголошений мертвим у 1897 році.
У 2003 році в поліцейських архівах Парижа виявлена, датована 1890 роком фотографія потопельника, схожого на Ле Пренса. Проте ніколи не було доведено, що цей труп дійсно належав йому.

## Історія винаходу

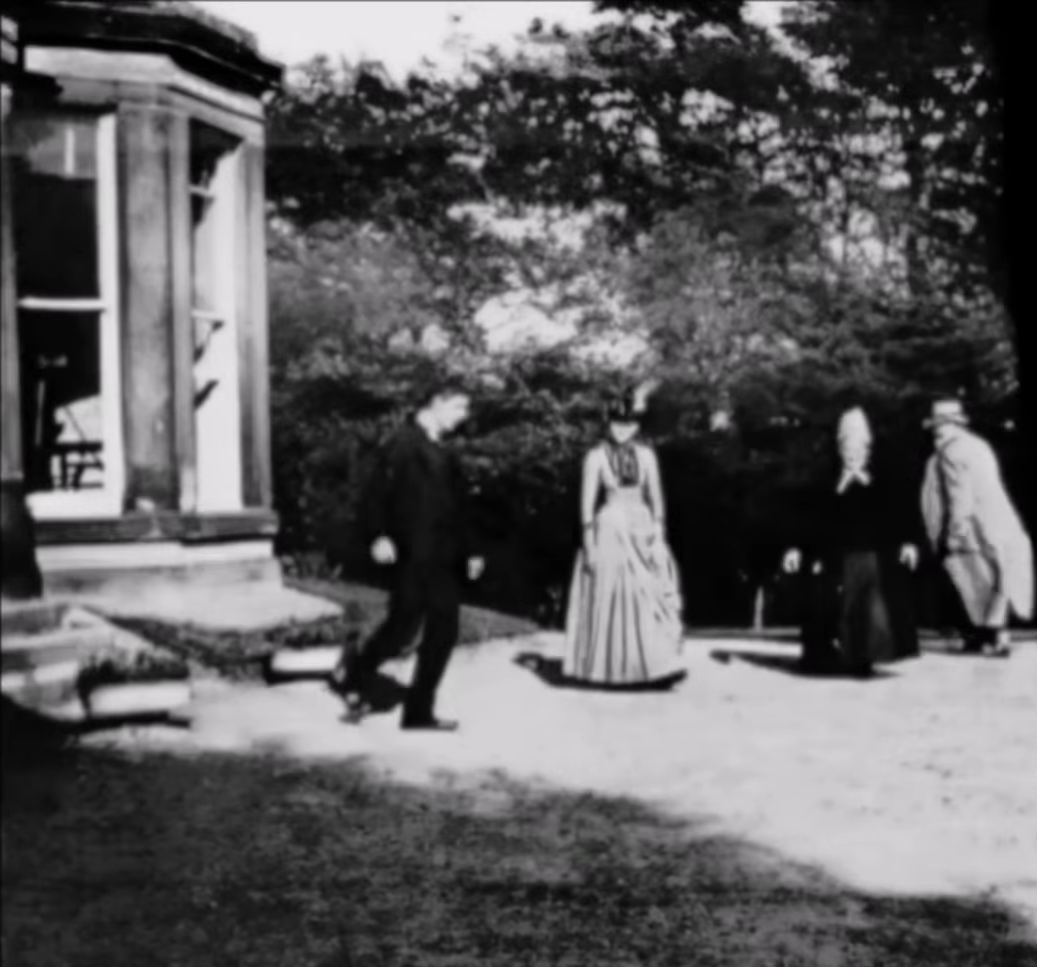
Кадр кіноролика «Сцена в саду Равндгей», 1888

Після успіхів Едварда Мейбріджа та Етьєна-Жуля Маре в галузі хронофотографії, які справили величезне враження на Ле Пренса, він вирішив продовжити дослідження в цій царині. На початку 1888 року він зібрав свій перший хронофотографічний апарат з 16 об'єктивами, розміщеними у 4 ряди. Апарат відразу ж був запатентований в Англії, Франції та США. Об'єктиви, з індивідуальними фотозатворами, по черзі знімали на дві котушки рулону негативного фотопаперу, розробленої у 1884 році Джорджем Істменом і Вільямом Вокером. На кожному з рулонів виходили два ряди зображень. До наших днів дійшла лише одна зйомка, зроблена цим апаратом, під назвою «Людина, що виходить з-за рогу». Вважається, що цей хронофотографічний знімок зроблений до середини серпня 1887 року.
Незабаром винахідник обмежився одним об'єктивом, що знімав на єдину котушку, в його наступній конструкції під назвою «LPCCP MkI». Другий об'єктив, розташований над знімальним, використовувався у вбудованому візирі. Вдосконалений апарат «LPCCP MkII» такої ж конструкції знімав на котушку фотопаперу шириною 54-мм (за іншими даними, 60 або 64-мм), що переривчасто переміщався повз кадрове вікно. У момент переміщення паперу світло від об'єктива перекривалося дисковим обтюратором. Отриманим апаратом, на рулоні світлочутливого паперу шириною 54 мм, 14 жовтня 1888 року знято кіноролик «Сцена в саду Равндгей», тривалістю 1,66 секунд, а пізніше Рух транспорту по мосту Лідс та «Акордеоніст». Акторами у стрічці виступили члени сім'ї та друзі Ле Пренса.
Патент на камеру «LPCCP MkII» отримано 16 листопада 1888 року. У вересні 1890 року Ле Пренс, повернувшись у Францію для зустрічі з рідними, готувався запатентувати у Великій Британії свою нову камеру для її реклами у США. Однак здійснити плани не вдалося, так як Ле Пренс таємниче зник. Коли у 1897 році було оголошено про його смерть, апарати були конфісковані, а патенти анульовані. Через це Ле Пренс і його винаход так і не отримали широкої популярності, хоча випередили інші розробки в цій галузі. Фільми Ле Пренса зняті за півтора року до появи першого працездатного «Кінетограф» Едісона і майже за сім років до створення «сінематографа» братами Люм'єр — офіційної дати народження кіно.

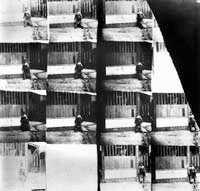
Хронофотографія «Людина, виходить з-за рогу», 1887

У 1900 році під час «війни патентів» між учасниками зародження кіноринку, один з операторів кінокомпанії «Мутоскоп і Байограф» розшукав конфісковані апарати Ле Пренса та прийшов до висновку, що винахідник міг робити зйомку задовільної якості вже у 1888 році. Однак, відсутність перфорації зумовила низьку точність транспортування стрічки і нерівномірний крок кадру. Зняті кіноролики вимагали подальшого розрізання та наклеювання окремих віддрукованих позитивних кадрів на барабан зоопраксископа або іншого аналогічного пристрою.
За життя Ле Пренса його фільми ніколи не демонструвалися публіці, існуючи тільки у вигляді набору кадрів на фотопапері. У той же час, будова і принцип дії апарату «LPCCP Mk II» були дуже близькі до «сінематографа», перевершуючи першу модель «Кінетограф» за рахунок переривчастого переміщення носія. Емульсія паперових негативів Ле Пренса була перенесена на скляну підкладку Музеєм науки в Лондоні, куди дочка винахідника Мері передала у 1930 році вихідні матеріали, що збереглися. Зображення, що рухається за допомогою двох роликів, було вперше відтворено цифровими методами тільки у 1989 році Британським національним медіамузеєм у Бредфорді.

## Фільмографія
Список кінороликів, якій збереглися, знятих Ле Пренсом хронофотографічною камерою «LPCCP Mk II», і пізніше анімованих цифровим способом. До переліку не увійшла «Людина, що виходить з-за рогу», знятий першою моделлю камери з 16 об'єктивами, який не був анімаційним.
- 1888 — «Сцена в саду Равндгей» / Roundhay Garden Scene
- 1888 — «Рух транспорту по мосту Лідс» / Traffic Crossing Leeds Bridge[1]
- 1888 — «Акордеоніст» / Accordion player

- Сцена в саду Равндгей.
- Рух транспорту по мосту Лідс.
- Акордеоніст.

24 жовтня 1888 року, на 72 році життя, померла теща Луї Ле Пренса — Сара Робінсон Вітлі. Її було поховано 27 жовтня 1888 року.

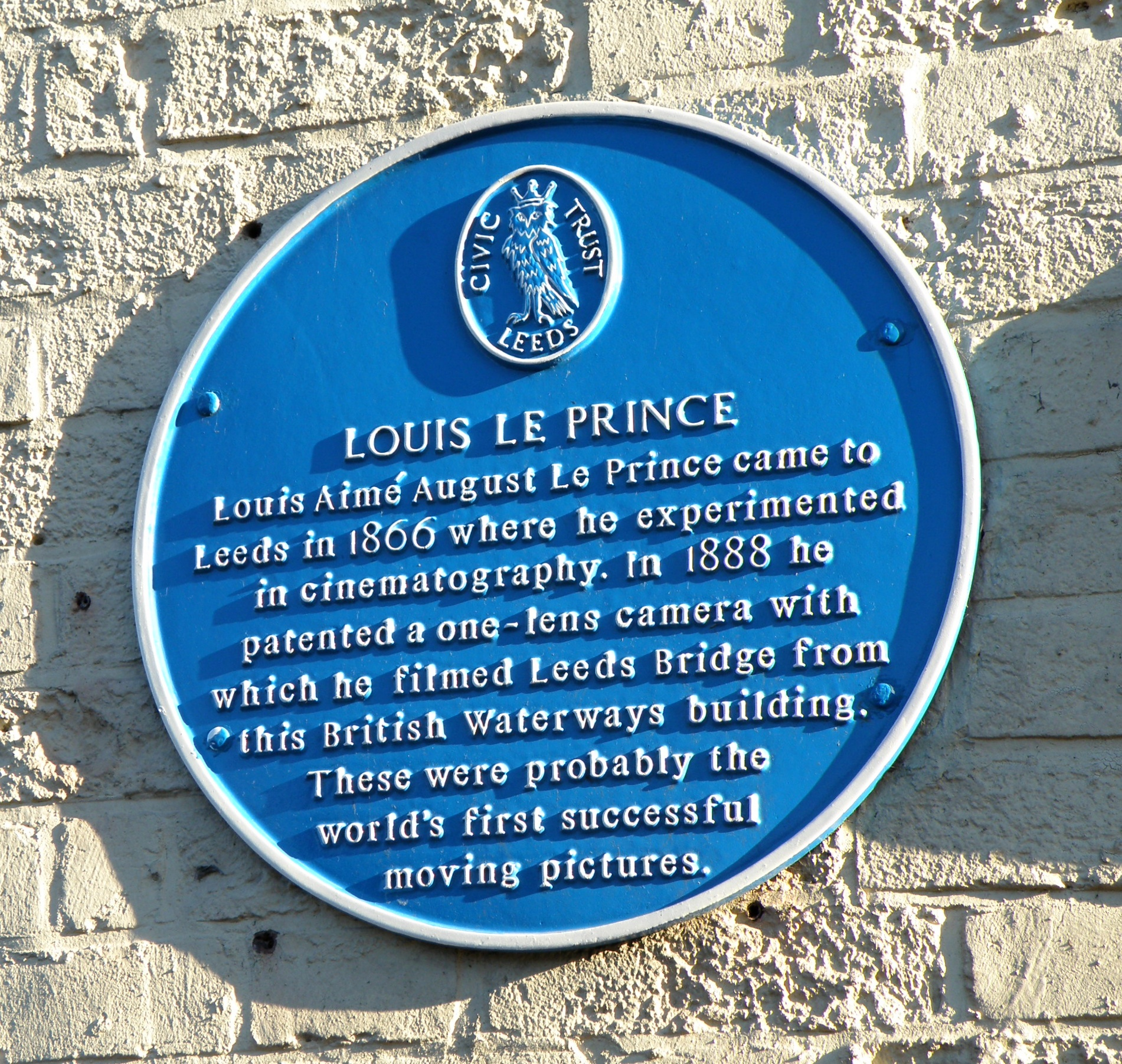
Пам'ятна дошка на мосту Лідс-Брідж у місті Лідс, де Ле Пренс відзняв кіноролик «Рух транспорту по мосту Лідс»

Сара Робінсон Вітлі померла всього через десять днів після того, як Ле Пренс зняв її у фільмі «Сцена в саду Равндгей». Її можна вважати однією з перших у світі кіноакторок.

## Вшанування пам'яті
Незважаючи на те, що Ле Пренс так і не отримав міжнародного визнання як винахідник кінематографа, в місті Лідс, де він жив і працював, пам'ять про нього зберігається до цих пір.
12 грудня 1930 року лорд-мер Лідса відкрив бронзову дошку на колишній майстерні, де були створені останні апарати.
У 2003 році відділення кіно і телебачення Лідського університету було названо на честь Ле Пренса.
У французькому місті Ліоні досі діє Асоціація друзів Ле Пренса (фр. L'Association des Amis de Le Prince).
У 2015 році вийшла незалежна документальна стрічка про Ле Пренса «Перший фільм» (англ. The First Film). Її сценаристом, продюсером і режисером став уродженець Лідса Девід Вілкінсон, який досліджував життя Ле Пренса більше 30 років.